# Пауларо
Пауларо (итал. Paularo) — коммуна в Италии, располагается в регионе Фриули-Венеция-Джулия, в провинции Удине.
Население составляет 2853 человека (2008 г.), плотность населения составляет 35 чел./км². Занимает площадь 84 км². Почтовый индекс — 33027. Телефонный код — 0433.
Покровителями коммуны почитаются святой Вит, празднование 15 июня, а также святые Модест и Крискентия.

## Демография
Динамика населения:

## Администрация коммуны
- Официальный сайт: https://web.archive.org/web/20101229203733/http://paularo.net/